# Mứt hồng
Mứt hồng hoặc hồng khô là mứt được làm từ quả hồng. Mứt hồng hay được làm ở Việt Nam nói riêng và Đông Á nói chung. Ngoài việc ăn trực tiếp, mứt hồng còn được dùng để làm rượu, cho vào trà, và làm các món tráng miệng. 

## Ảnh

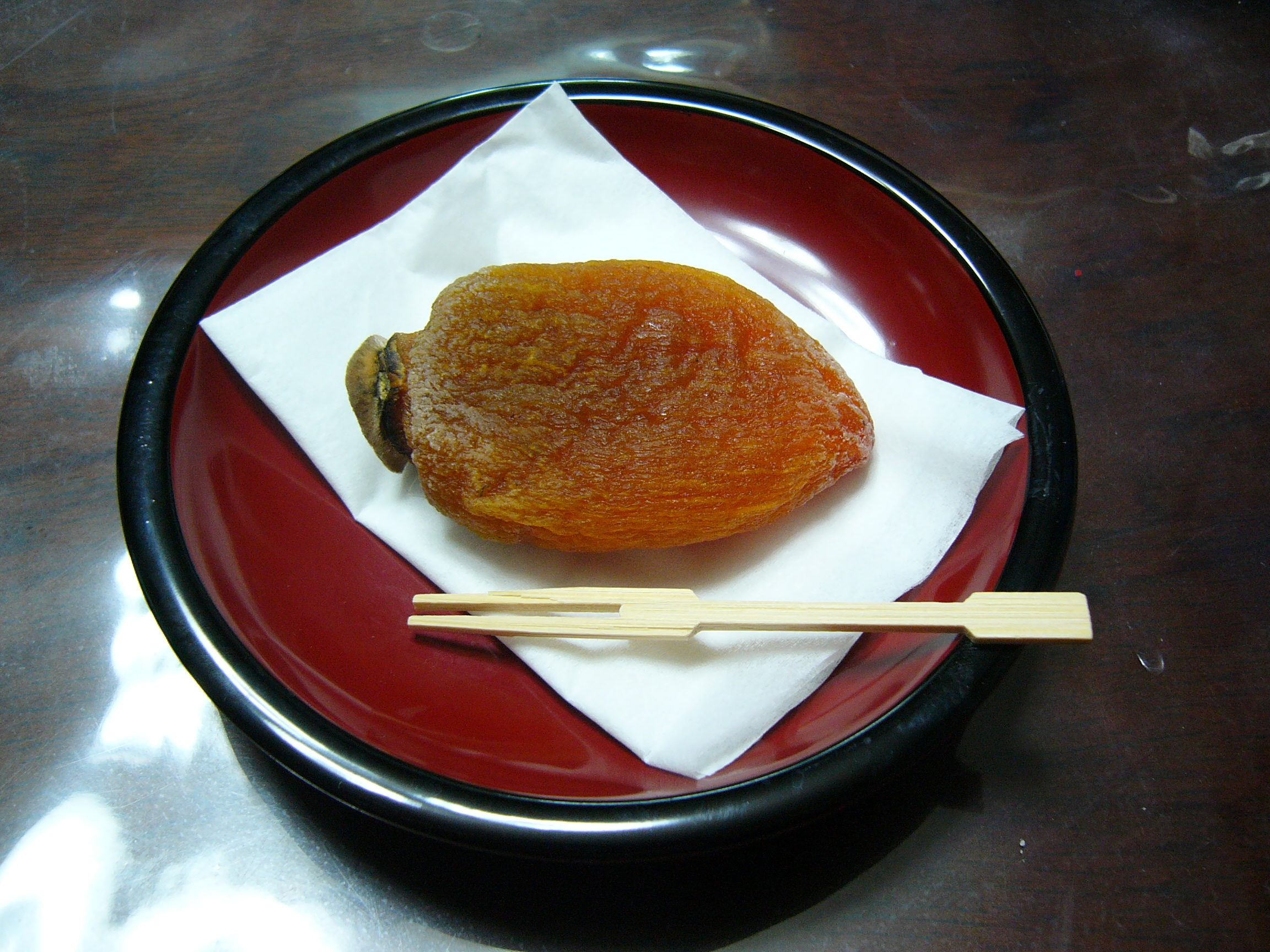
Món ăn nhẹ Hoshigaki ở Nhật Bản
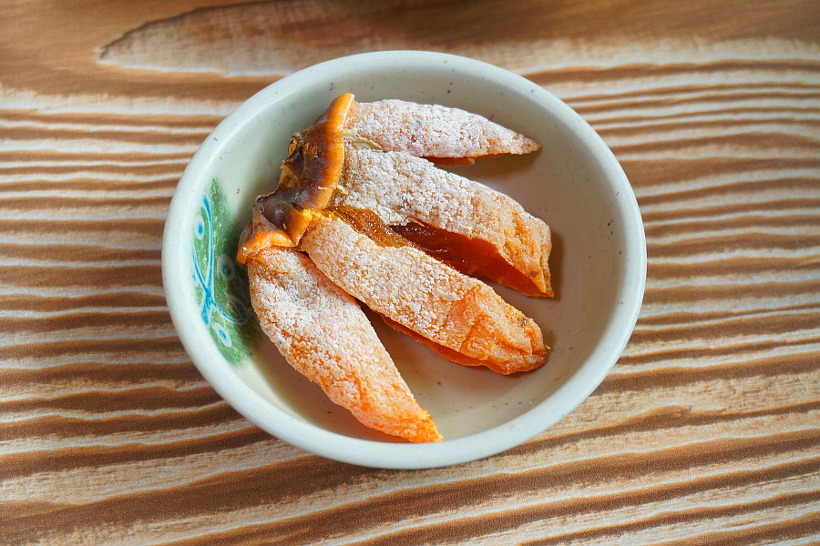
Món ăn nhẹ Gotgam ở Hàn Quốc
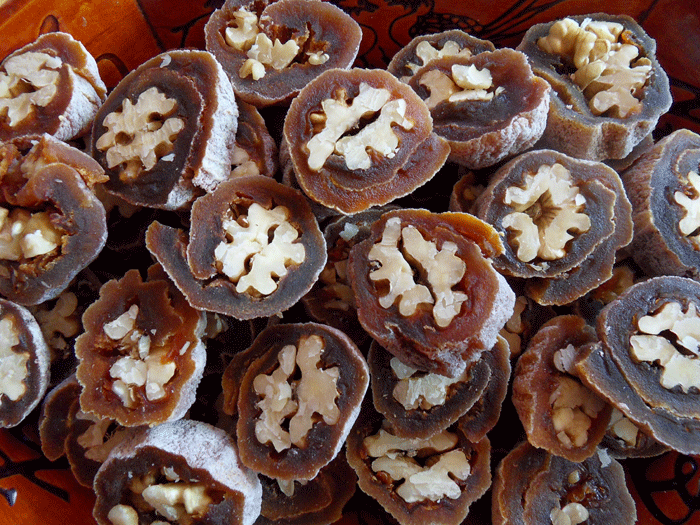
Gotgamssam, hồng khô cuộn quanh quả óc chó, là món ăn ở Hàn Quốc
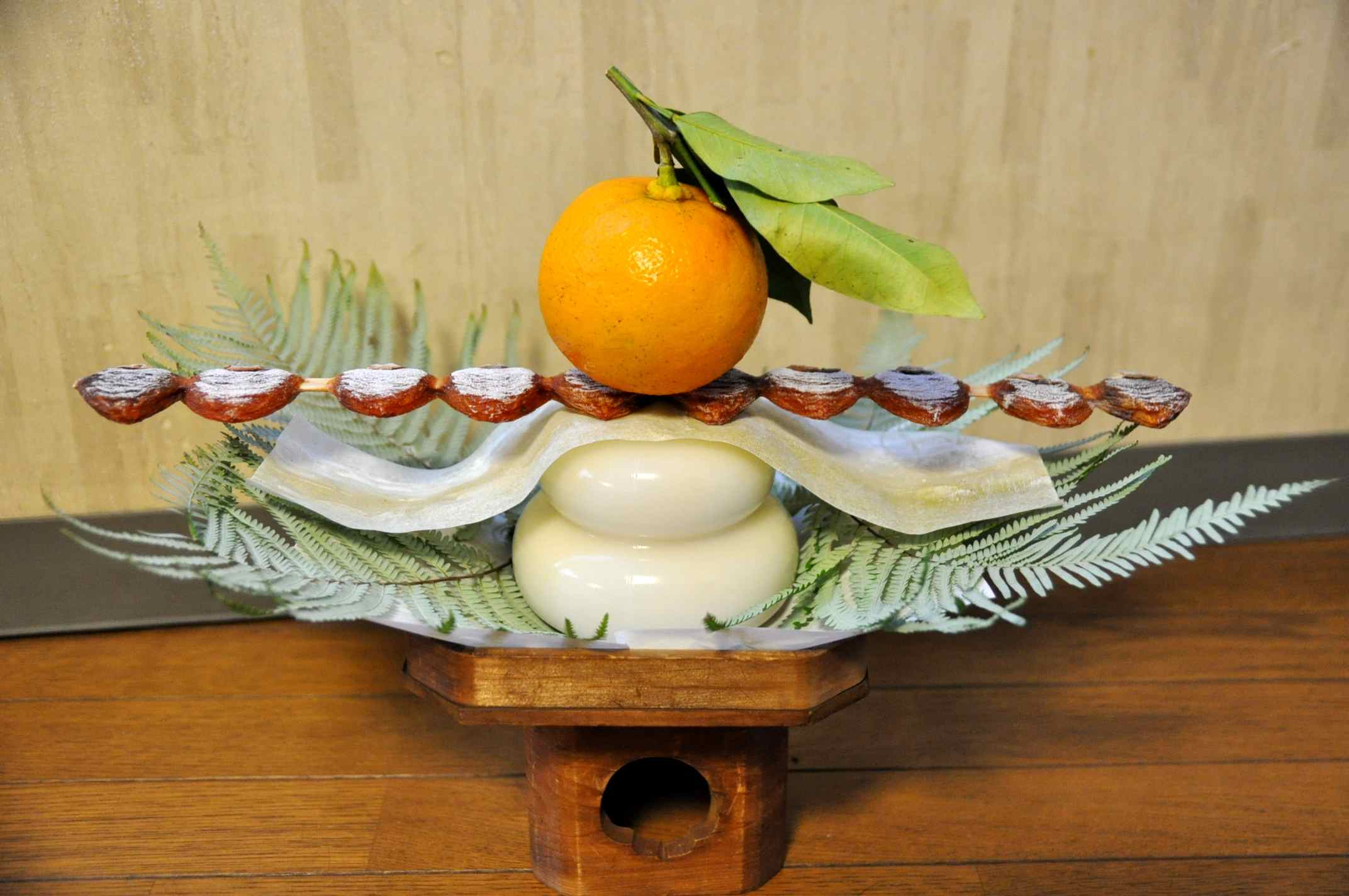
Bánh mochi kagami Nhật Bản ăn kèm hồng khô xiên que
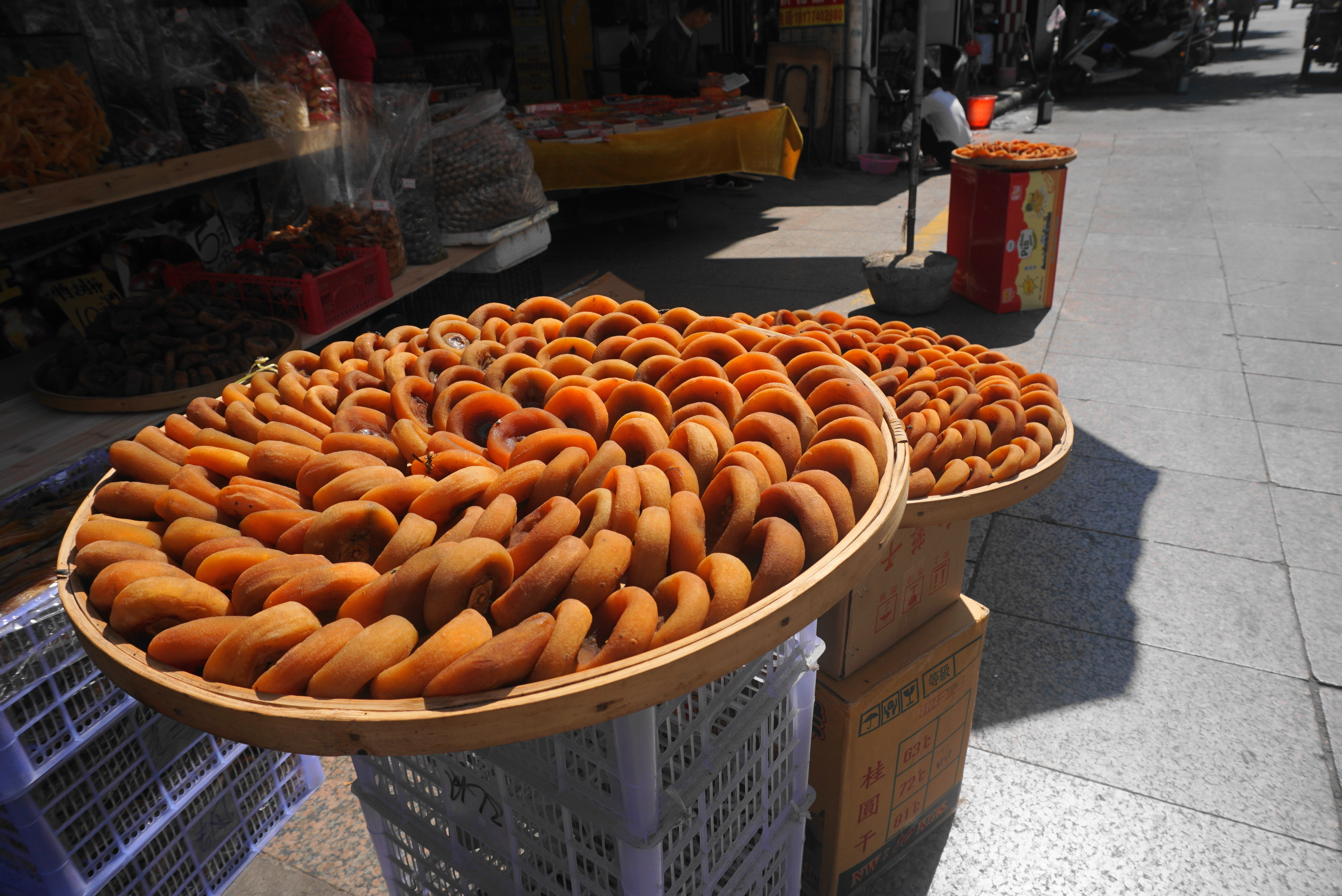
Shibing ở bên đường Trung Quốc
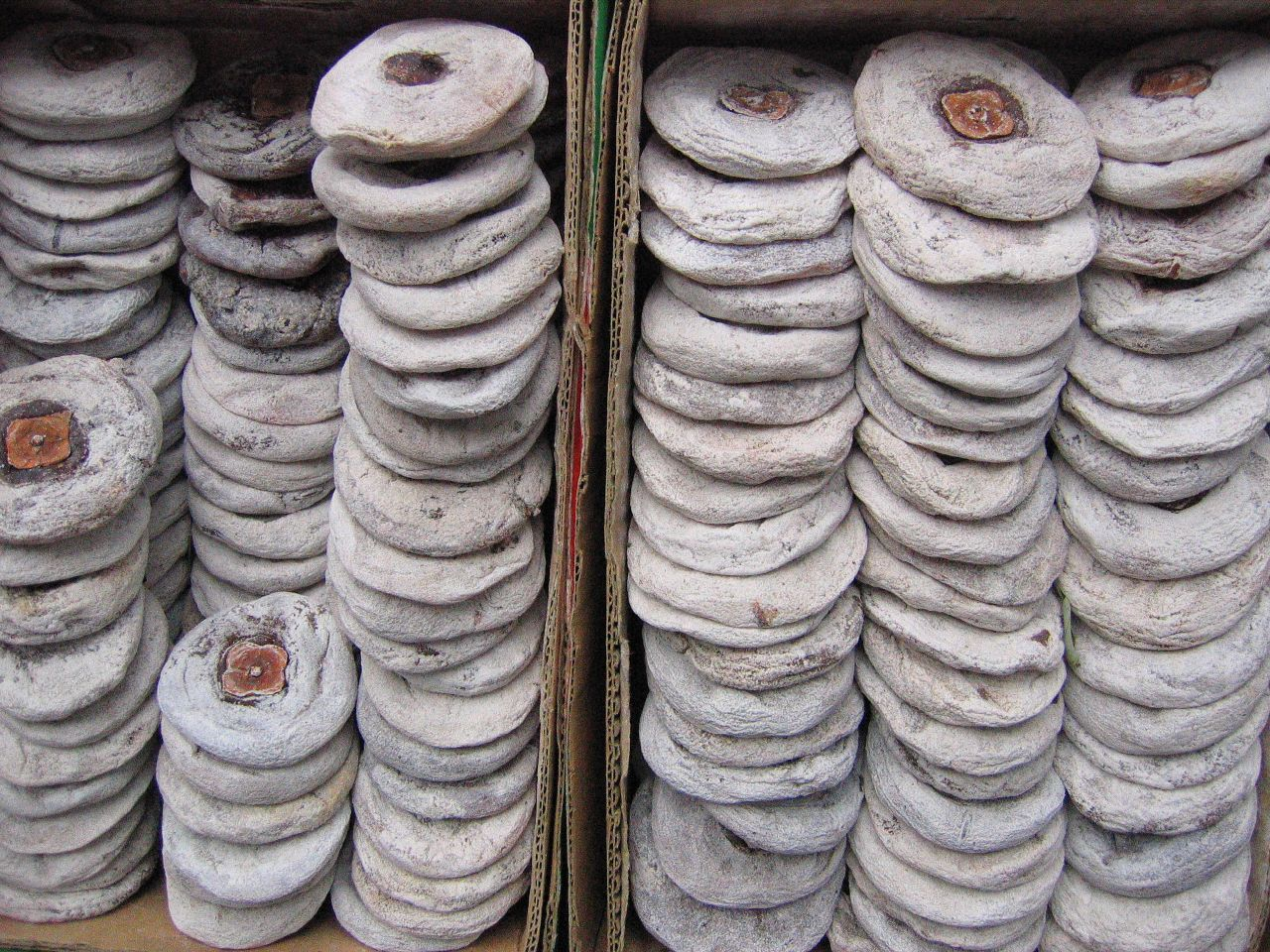
Các loại hồng khô khác nhau ở Trung Quốc